# 大人の焼き物
大人の焼き物はFacebook,Incが提供している無料の写真共有ソーシャル・ネットワーキング・サービスであるInstagram上で2019年8月5日より開始した日本の焼き物紹介マガジン。2020年4月18日より大人の焼き物オンラインショップも開始した。合同会社エイトカラーズが運営を行っている。
「大人が惚れる素敵なうつわ」を紹介するというコンセプトで運営しており、オンラインショップも 大人の焼き物公式Instagram 上でエンゲージメントの高い商品を中心に取り扱っている。

## 概要
合同会社エイトカラーズのCEO八田卓人が趣味で陶磁器集めをする中で、未だメインの販路は既存の百貨店やギャラリーへの卸がメインで利益率が低いこと、後継者不足、陶石不足、食文化の変化、100円ショップなどの中国製の低単価でトレンドを抑えた製品が出た事により国内の陶磁器市場規模は、2003年782億円から2018年271億円に減少していることにきづく。まずはInstagramアカウントを介して全国の陶芸作家、窯元の作品を紹介し、陶磁器好きのコミュニティを形成した。ローンチからアカウントは急成長し、2020年5月21日現在でフォロワー数は6.5万人まで成長した。今後の展開としては日本だけでなく世界へ、日本の陶芸作家、窯元の作品を届けること、メディア運営でのユーザーの声を活かしたプライベートブランドの開発などを予定している。

## オンラインショップ
2020年4月18日に 大人の焼き物公式Instagram のライブ配信によりショップオープンを発表した。フォロワーからショップをオープンして欲しいという声もあったが、新型コロナウイルスの影響で全国各地の陶器市の中止や延期のニュースを知り、ただ紹介するだけではなく、今すぐに実際に販売して経済を回して盛り上げていかなければと、急ピッチで構築してオープン。
有田焼、伊万里焼、波佐見焼、沖縄のやちむんなど全国の窯元の陶磁器を扱う他、陶芸作家の作品も複数扱う。